# ام اهمبرگ
ام اهمبرگ (به آلمانی: Am Ohmberg) یک شهر در آلمان است که در تورینگن واقع شده‌است.

## خصوصیات
ام اهمبرگ ۳۱٫۳۴ کیلومترمربع مساحت دارد ۲۹۰ متر بالاتر از سطح دریا واقع شده‌است.